# Garai Miklós (nádor, ?–1386)
Idősebb Garai Miklós (Gara, ? – 1386. július 25.) nádor, a Garai család megalapozója, Garai Miklós (II.) (1366-1434) és Garai János apja.

## Élete
Apja a Dorozsma nemzetségből származó Garai András mester, anyja Nevnai László leánya volt. Ifjú korától jelentős hivatalokat töltött be és nagy ügyességeket kívánó megbízatásokat teljesített.
Pályája kezdetén 1355-1375 közepéig macsói bán, folyamatosan növelte hatalmát.
Szövetséget kötött Lázár szerb fejedelemmel is, akinek fiához adta feleségül leányát is. Garai Miklós a délvidék korának leghatalmasabb és leggazdagabb főura volt. A királyi udvarba bekerülve Nagy Lajos király feleségére, Erzsébet királynéra, egyre nagyobb befolyással volt.
1375-ben nádor lett, s ezzel egyidejűleg pozsonyi főispán és a kunok bírája is volt 1376-1377-ben. Részt vett az 1375. évi török hadjáratban és Havasalföldön legyőzte az ottani vajdát, aki török és bolgár segédcsapatokkal erősítette meg seregét. 1376-ban elérte, hogy a Lackfiakat és a Czudarokat eltávolítsák az udvarból. 1379-ben részt vett a velencei hadjáratban és 1381-ben az azt lezáró béketárgyaláson is mint követ.
Idősebb Garai Miklós nádor előkészítette Anjou Mária, I. Lajos magyar király lánya, és I. Lajos orléans-i herceg "per procurationem" (az az képviselő általi) házasságát. Ezért VI. Károly francia királytól tanácsosi címet kapott és a Nagytanács tagjává lett. Elképzelhető, hogy már ekkor, 1384-ben kitüntették az idősebb Garait a
Valois-ház rendjével.
Nagy Lajos király halála után szinte teljhatalomra tett szert. E hatalmának Kis Károly vetett véget, akinek meggyilkolásában 1386-ban vezető szerepe volt. Ekkor újra uralomra jutott. Uralmából Zsigmond fellépése távolította el.
A Károly meggyilkolása miatt újra kitört délvidéki lázadás lecsendesítésére menő Mária királynőt és Erzsébet királynét kísérte, amikor kocsijukat a lázadók Gara közelében 1386. július 26-án megtámadták, és a királynékat szívósan védő Garait megölték. Fejét Forgách Balázséval együtt Kis Károly özvegyének küldték el, aki közszemlére tette azokat Nápolyban. 

## Gyermekei
- Garai János, Temesi és pozsegai főispán (1402-1417), ozorai bán †1428 előtt
- Garai Ilona, felsőlendvai Széchy Miklós felesége.
- Garai Dorottya, Frangepán Miklós (†1432) horvát bán felesége.
- Garai Erzsébet, Kacsics nembeli Szécsényi Simon (†1412) országbíró felesége.
- Garai Miklós, Magyarország nádora (1402-1433), Horvátország, Dalmácia és Szlavónia bánja (1394-1402).